# 列侯
列侯（れっこう）は、古代中国、前漢や後漢における爵位の一つ。

## 概説
前漢初期には徹侯と言ったが、武帝の名が「徹」であるため、避諱されて「通侯」「列侯」と言った。『漢書』等の記録の中では通常「列侯」と呼ばれている。（もともと戦国期秦に「徹侯」という爵位があり、始皇帝の時代に「列侯」と改称されたが、前漢初期には旧に復した「徹侯」の称が採用された。）
漢の二十等爵の最上位に当たり、その上には皇帝の一族しか封じられないのが原則の諸侯王があるのみであるため、実質的には人臣が昇りうる最高の爵位である。
列侯は封土を与えられてその地の民の君主となり、その租税を自分のものとした。通常は封土の名前を付けて「○○侯」と呼ばれ、その封土は「○○国」と呼ばれる。例えば、潁川郡舞陽県に封じられたら「舞陽侯」であり、その侯国は「舞陽国」である。そうではなく、富民侯のようにめでたい字で名前をつけることもあった。
印綬は金印紫綬であり、侯国を統治するために相が置かれた。また家丞、庶子、門大夫、洗馬、行人といった属官が置かれた（家丞と庶子以外は後漢になり廃止された）。
侯国の君主という扱いであるため、官職を持つものと皇帝により特に止められている者以外は封国に実際に赴くこととなっていた。後者が待遇として制度化されたものが特進である。封じられた者が死ぬと諡が贈られ、嫡子が列侯を継承した。嫡子が無かった場合、または罪があった場合には列侯が剥奪された。その場合、諡は付けられない。たとえば漢の高祖の功臣樊噲は舞陽侯に封じられ、死去したのちに武侯と諡された。嫡子の樊伉が舞陽侯を嗣いだが、呂氏の乱で誅殺され、舞陽侯は断絶した。諡はない。数ヶ月後に樊噲の庶子が再び舞陽侯に封じられ、死去した後に荒侯と諡された。その息子が舞陽侯を継いだが、後に荒侯の実子ではないとされ舞陽侯は断絶した。
軍功など大きな功績があった者、及び外戚が列侯に封建された。武帝元朔2年（紀元前127年）の「推恩の令」以降は、諸侯王が自分の領地を自分の子弟に分け与え、列侯とすることが許された。また、公孫弘以降は、丞相に就任すると列侯に封じられるのが定例となった。ただし、後漢に入ると丞相の列侯は行われなくなった。
漢の列侯は魏の成立とともに関中侯(関内侯の次位)に降格され、代わりに魏の成立に貢献した功臣が列侯になるが、魏の最末期（晋の成立期）に五等爵が列侯の上に位置づけられたことで形骸化し、功臣や外戚への待遇は、功臣には将軍位、外戚には光禄大夫が与えられるようになった。

### 列侯内の等級
前漢の爵制は新の王莽により一旦廃止されるが、後漢に入ると復活し、さらに列侯位の細分化がはかられた。高い順から、県侯、郷侯、亭侯、都郷侯、都亭侯と分けられている。亭侯以上は封地の名を冠する。都亭侯の下は爵19等の関内侯。